# Sigfús Blöndal
Sigfús Blöndal (né le 2 novembre 1874 à Hjallaland, dans la vallée de Vatnsdal, comté d'Austur-Húnavatnssýsla au nord-ouest de l'Islande – décédé à Hørsholm le 19 mars 1950) est un grammairien et traducteur islandais, qui fut archiviste de la Bibliothèque royale de Copenhague. Son dictionnaire islandais-danois (Konunglega bókasafnið, 1920-1924), composé en l'espace d'une vingtaine d'années avec sa femme, Björg Þorláksdóttir Blöndal, et une petite équipe d'universitaires, fait toujours référence : les Islandais le désignent familièrement comme Blöndalsbókin (le livre de Blöndal) Orðabók Blöndals. L'éditeur a chargé Halldór Halldórsson et Jakob Benediktsson d'y apporter un supplément en 1963.
Blöndal a enseigné l'islandais à l'Université de Copenhague de 1931 à 1946. Il a traduit dans cette langue plusieurs poésies du grec ancien, et une partie de l’œuvre du poète Aristotelis Valaoritis. Il s'est intéressé à l'histoire des Varègues et a publié, peu avant sa mort, un livre (en islandais) sur ce sujet.